# غورغ ابرهارد رمفيوس
غورغ ابرهارد رمفيوس (1628-1702) (بالإنجليزية: Georg Eberhard Rumphius)‏ هو عالم نبات هولندي.

## روابط خارجية
- غورغ ابرهارد رمفيوس على موقع الموسوعة البريطانية (الإنجليزية)